# Omar Gamal
Omar Gamal est un footballeur égyptien né le 16 septembre 1982 à Nag Hammadi.
Il a remporté la Coupe d'Afrique des nations 2008 avec l'équipe d'Égypte.

## Carrière
- 2002-2003 : Aluminium Nag Hammadi ( Égypte)
- 2003- : Ismaily SC ( Égypte)